# Zoïa Fiodorova
Pour les articles homonymes, voir Fiodorov.
Zoïa Alekseïevna Fiodorova (russe : Зоя Алексеевна Федорова), née le 8 décembre 1907 (21 décembre dans le calendrier grégorien) et morte le 11 décembre 1981, est une star de cinéma russe. Elle est morte assassinée en 1981 dans son appartement moscovite.

## Biographie
Fiodorova est une star de cinéma russe bien connue à partir des années 1930. Certains des films dans lesquels elle apparaît sont également diffusés aux États-Unis, notamment Les Amies en 1936. Durant son emprisonnement, elle continue de se produire dans les théâtres du Goulag.
L'année avant l'assassinat de Fiodorova, elle joue dans Moscou ne croit pas aux larmes, qui remporte l'Oscar du meilleur film en langue étrangère en 1980.

## Vie privée
En 1945, elle a une liaison avec le capitaine de la marine américaine Jackson Tate (en)  avec qui elle a eu un enfant, Victoria Fyodorova (en), à la fin de la guerre. L'information arrive aux oreilles de Joseph Staline et Tate est renvoyé aux États-Unis. Après avoir repoussé les avances du chef du NKVD, Lavrenti Beria, l'affaire est dévoilée au grand public. Interrogée, elle est accusée d'être membre d'un groupe criminel ayant l'intention de tuer Staline et elle est condamnée à mort. Elle est finalement graciée et sa peine est commuée en une déportation en camp de travail en Sibérie pour 25 ans ; elle est libérée après huit ans, à la mort de Staline. Leur fille vit avec sa grand-mère au Kazakhstan durant l'emprisonnement de sa mère.
La professeure de l'Université du Connecticut, Irene Kirk, entend parler de l'histoire de Victoria en 1959 et passe des années à chercher Tate aux États-Unis. Tate n'est alors pas au courant de la naissance de sa fille, de l'arrestation et l'emprisonnement de son ancienne amante. Lorsque Kirk trouve Tate en 1973, elle sert de lien dans la correspondance entre les deux à Moscou. En 1974, Tate commence une campagne pour convaincre le gouvernement soviétique de permettre à sa fille de voyager pour le voir aux États-Unis. Victoria obtient l'autorisation et arrive aux États-Unis en mars 1975 avec un visa de voyage de trois mois. Elle passe plusieurs semaines en solitaire en Floride avec Tate.
Fiodorova se rend aussi aux États-Unis avec sa fille, Victoria, après la naissance de son petit-fils en 1976. Victoria a épousé un Américain et est restée aux États-Unis après ses retrouvailles avec son père en 1975. Lors de ce voyage, Zoia Fyodorova retrouve Jackson Tate pour la première fois depuis la guerre.
Au début de 1981, Fiodorova se voit refuser par le gouvernement soviétique un visa de sortie du territoire lui permettant de quitter le pays et de rendre visite à sa fille. La raison qu'ils donnent est que sa fille s'est « mal comportée », faisant référence à son livre décrivant la liaison de ses parents, The Admiral's Daughter (en), publié en 1979.

### Fin de vie et mort
Fiodorova vit sur l'avenue Koutouzov à Moscou. Elle meurt tuée d'une balle en pleine tête pendant un cambriolage. Personne n'a été vu entrer ou sortir de l'appartement et l'affaire reste irrésolue. Son décès est d'abord rapporté par la presse américaine comme étant une crise cardiaque apparente.
Selon Arkady Vaksberg Zoïa avait noué, après sa libération, des relations avec les membres de la famille de la Nomenklatura et notamment Galina Bréjneva, la fille de Léonid Brejnev et profitait de ces relations pour s'entremettre avec la mafia dans le trafic des bijoux, activité considérée comme criminelle par le pouvoir soviétique.Il suggère que l'élimination physique est l'œuvre de la Loubianka.

## Filmographie
Sauf indication contraire, les informations mentionnées dans cette section peuvent être confirmées par la base de données cinématographiques IMDb,  présente dans la section « Liens externes ».
- 1932 : Contre-plan (Встречный) : femme de Yachka Tchoutochkine (scène supprimée)
- 1935 : Les Aviateurs (Лётчики, Lyotchiki) de Youli Raizman : infirmière
- 1936 : Les Amies (Подруги) : Zoya
- 1938 : The Great Citizen (en) (Великий гражданин) : Nadya
- 1944 : La Noce (Свадьба) : Dasha
- 1957 : Jeune fille sans adresse (Девушка без адреса) : Komarinskaya
- 1958 : La Fiancée venue de l'autre monde (Жених с того света) : Médecin-cheffe
- 1961 : Les Voiles écarlates (Алые паруса) : Gouvernante
- 1964 : Le Conte du temps perdu (Сказка о потерянном времени) : tante Natasha
- 1965 : La Vivandière (Стряпуха) de Edmond Keossaian : escroc au marché
- 1965 : Donnez-moi le livre des réclamations (Дайте жалобную книгу) : Yekaterina Ivanovna
- 1965 : Opération Y et autres aventures de Chourik (Операция «Ы» и другие приключения Шурика) : la voisine de Lida
- 1967 : Les Noces à Malinovka (Свадьба в Малиновке) : Gorpina Dormidontovna
- 1971 : Russian field (en) (Русское поле) : Matrona
- 1973 : La Dague (Кортик, Kortik) de Nikolaï Kalinine : grand-mère
- 1979 : Moscou ne croit pas aux larmes (Москва слеза не верит) : Membre de la sécurité